# Лео Брук
Лео Брук (Ријека Дубровачка, 29. септембар 1910 — Челебићи, код Коњица, 26. фебруар 1943) био је учесник Народноослободилачке борбе и народни херој Југославије.

## Биографија
Рођен је 29. септембра 1910. године у Ријеци Дубровачкој, где је његов отац Фрањо био учитељ. Након завршетка Првог светског рата, његова породица се преселила у Мостар. Након завршетка основне школе учио је конобарски занат и као млади радник се прикључио револуционарном радничком покрету и у годинама пред почетак Другог светског рата је постао симпатизер Комунистичке партије Југославије (КПЈ).
У време Априлског рата, 1941. године, по задатку КПЈ као Хрват се укључио у јединице „Мачекове заштите”, где је радио одређеним задацима. Након капитулације Југословенске војске помагао је заробљеним војницима да побегну кући. Радио је на прикупљању наоружања и опреме заостале из Југословенске војске, чији је део сакривао у бази иза своје куће, а касније предавао члановима Народноослободилачког покрета (НОП). 
Активно је учествовао у акцијама НОП-а у окупираном Мостару, а у току 1941. године је постао члан КПЈ. Децембра 1941. године, заједно са двојицом другова, растурао је партијске летке по граду и тада упао у полицијску заседу. Један полицајац је тада искочио пре Леа, али га је он оборио и отео му пиштољ, а потом побегао. Након овог догађаја, Лео више није могао да остане у граду па је морао да оде у партизане у Коњички батаљон (касније назван Мостарски), који је деловао на подручју горњег тока Неретве.
Већ у првим борбама, почетком 1942. године Лео се у батаљону истакао као храбар и способан борац, због чега је убрзо био постављен за командира Треће чете. Такође, поверавали су му најтеже и најодговорније задатке — након Треће непријатељске офанзиве, јула 1942. године Штаб батаљона га је заједно са двојицом бораца упутио као курира у Врховни штаб НОВ и ПОЈ, где је имао прилику да лично упозна Врховног команданта Јосипа Броза Тита и да се сусретне са борцима Прве пролетерске ударне бригаде од којих су добили тешки митраљез „Бреду”. Након тога се под тешким условима се вратио у батаљон. Августа 1942. године Мостарски батаљон је укључен у састав тада формиране Десете херцеговачке ударне бригаде.
Као политички делегат митраљеског вода, истакао се у борбама током Четврте непријатељске офанзиве — код Јајца, Жепча и Прозора. Једно време је био на дужности команданта батаљона, а након заузимања Прозора, фебруара 1943. године при Штабу Треће ударне дивизије формирана је тенковска јединица. Лео је тада са још неколико истакнутих бораца Десете херцеговачке бригаде био пребачен у ову тенковску јединицу и постављен за митраљесца на тенку.
Јединице Треће ударне дивизије — Десета херцеговачка, Пета црногорска и Прва далматинска бригада су отпочеле напада на немачке и четничке снаге у Коњицу. Након више узастопних напада и због погоршања ситуације код Прозора, 26. фебруара напад је био прекинут. У овим борбама је под непосредном командом Врховног штаба деловала и тенковска јединица Треће ударне дивизије, у којој се налазио Лео. Погинуо је 26. фебруара 1943. године као вођа тенка и митраљезац у борбама у близини села Челебићи, код Коњица.
Указом председника ФНР Југославије Јосипа Броза Тита, 24. јула 1953. године, проглашен је за народног хероја.